# José Luis Dolgetta
José Luis Dolgetta (né le 1er août 1970 à Valencia au Venezuela et mort le 31 octobre 2023) est un joueur, et entraîneur de football vénézuélien.
Il est meilleur buteur de la Copa América 1993 avec l'équipe du Venezuela.

## Palmarès

### Sélection
- Meilleur buteur de la Copa América 1993 (4 buts)